# WIN 55,212-2
Il WIN 55,212-2 è una sostanza chimica descritta come derivato dell'aminoalkylindole, che produce effetti simili a quelli dei cannabinoidi come il tetraidrocannabinolo (THC), ma ha una struttura chimica completamente diversa.